# Прњавор (Соколовац)
Прњавор (рум. Pârneaura) је насеље у општини Соколовац, која припада округу Караш-Северин у Румунији. Насеље је значајно по присутној српској националној мањини у Румунији.
Село Прњавор, као што назив каже, некада је било прњавор српског православног манастира Златица.

## Положај насеља
Село Прњавор се налази на реци Нери, близу њеног ушћа у Дунав, у румунском делу Баната (код месних Срба овај његов део познат је и као Пољадија). Наспрам села налази се село Кусић у белоцркванској општини, у Србији.

## Историја
Прњавор се одувек везивао за манастир Златицу. По "Румунској енциклопедији" поред староседелаца српских насељене се 1857. године румунске породице из Богодина. Тек од 1910. године Прњавор је самостално насеље; није више под Златицом.

## Становништво
По последњем попису из 2002. године село Прњавор имало је свега 77 становника. Последњих деценија број становништва опада.
Село је од давнина било вишенародно, а месни Срби су одувек били мањина. Национални састав на појединим пописима био је следећи:
| Година пописа | 1910. год.  | 1992. год. | 2002. год. |
| Укупно ст.    | 171         | 85         | 77         |
| Срби          | 27 (15,8%)  | 15 (17,6%) | 14 (18,2%) |
| Румуни        | 137 (80,1%) | 70 (82,4%) | 63 (81,8%) |
| остали        | 7 (4,1%)    | - (0,0%)   | - (0,0%)   |